# Línea L19 (Montevideo)
La línea L19 es una línea local de la terminal Paso de la Arena, une dicha terminal con la Playa de los Cilindros. 

## Recorridos
Circula por los barrios Paso de la Arena, Rincón del Cerro y Pajas Blancas.
| - (Terminal Paso de la Arena) - Avenida Luis Batlle Berres - Camino Tomkinson - Camino O' Higgins - Camino Leoncio López - Camino Pajas Blancas - Avenida Cap. Leal de Ibarra - Pedro de Mesa y Castro - José Aldama y Ortega - Camino Pajas Blancas - Luis de Medina Torres - Camino Sanfuentes - Camino Antártida Uruguaya - Camino Pedro García - Los Cilindros | - Los Cilindros - Camino Pedro García - Camino Antártida Uruguaya - Camino Sanfuentes - Cap. Luis de Medina Torres - Camino Pajas Blancas - José Aldama y Ortega - Cap. Pedro de Mesa y Castro - Avenida Capitán Leal de Ibarra - Camino Pajas Blancas - Camino Leoncio López - Camino O' Higgins - Camino Tomkinson - Cosme Agulló - Camino Cibils - Avenida Luis Batlle Berres - (Terminal Paso de la Arena) |

## Frecuencia
El L19 cuenta con un servicio muy escaso, tiene 5 salidas los días hábiles en la ida y en la vuelta y los fines de semana 4 salidas demorando cada 4 horas.